# Cheops (farao)
Cheops is de tweede koning (farao) van de 4e dynastie van het oude Egypte. De farao is onder diverse namen bekend (Cheops, Choefoe, Khufu, Suphis), maar vooral bekend van zijn piramide te Gizeh die als een van de  zeven wereldwonderen wordt beschouwd.

## Familie
Cheops was een zoon van farao Snofroe en koningin Hetepheres I. Hij was getrouwd met Meritites I en Henoetsen. Zijn broers en zusters zijn: Hetepheres A, Ankhhaf, Nefermaat I, Rahotep, Kanefer, Netjeraperef, Ranfer, Iynefer I, Nefertkau I, Nefertnesu, Meritites I en Henoetsen.
Hij had de volgende kinderen:
| - Neferetiabet - Kawab - Hetepheres II - Djedefre of Radjedef - Chafra of Chephren - Djedefhor of Hordjedef | - Minchaf I - Babaef I - Meretites II - Baoefre - Choefoekaf I - Meresanch II | - Chamerernebty I - Horbaef - Ranefer I - Kanefer - Iynefer I |

## Regering

### Koningsnaam
De farao is overgeleverd via Grieks-Romeinse bronnen als Cheops (via Herodotus en Diodorus) en Suphis I (via Manetho). De koning gebruikte twee versies van zijn koningsnaam: Chnoemchoef en Choefoe. De naam Choefoe wordt ook wel vertaald als Khufu in het Engels.
|                   |     |     |     |   |
| \| \| \| \| \| \| |     |     |     |   |
|                   |     |     |     |   |
| W9                | E10 | Aa1 | G43 | f |

| W9 | E10 | Aa1 | G43 | f |

|                   |     |     |     |   |
| \| \| \| \| \| \| |     |     |     |   |
|                   |     |     |     |   |
| W9                | E10 | Aa1 | G43 | f |

| W9 | E10 | Aa1 | G43 | f |

Transcriptie: ẖnmw ḫwj=f w(j) 

Transliteratie: Chenemoe Choefoe 

Vertaling: Chnoem beschermt mij.
|                |   |   |   |
| \| \| \| \| \| |   |   |   |
|                |   |   |   |
| Aa1            | w | f | w |

| Aa1 | w | f | w |

|                |   |   |   |
| \| \| \| \| \| |   |   |   |
|                |   |   |   |
| Aa1            | w | f | w |

| Aa1 | w | f | w |

Transcriptie: Ḫw(j).f w(j)

Transliteratie: Choe(i)foe(i)

Vertaling: Ik word beschermd of hij beschermt mij.
Overige namen:
- Horusnaam: Horus Medjedoe (Hij die de vijanden van Horus verplettert)
- Nebty naam: Nebty-r-medjed (Hij die vijanden van de Twee Vrouwen verplettert)
- Gouden Horusnaam: Bikoei-noeb (De twee gouden valken)

### Bouwwerken
Hij is vooral bekend omdat men aan hem de bouw van de grote piramide heeft toegeschreven. De piramide van Cheops is de grootste van de drie grote piramiden van Gizeh en was meer dan 3800 jaar het hoogste bouwwerk ter wereld (146 meter).
Andere bouwwerken:
- Het piramidecomplex van Cheops met piramiden voor koninginnen (2500 v. Chr.)
- Een kolossaal standbeeld van 7 meter in steen
- Een ander standbeeld van goud/zilver
- De haven van Wadi al-Jarf
- De koninklijke necropolis Achet-Choefoe

### Bewijzen
- Klein beeld, mogelijk van Cheops als farao, met de rode kroon uit Abydos.
- Resten uit zijn regering zijn gevonden in Wadi al-Jarf, Boebastis, Tanis, Boeto, Dendera, Koptos en Hierakonpolis
- In de steengroeven zijn graffiti bewaard gebleven uit het leven van Cheops
- Postuum genoemd in diverse koningslijsten
- Postuum genoemd in Westcarpapyrus

## Historische bronnen

### Manetho
Volgens Manetho's Aigyptiaka heersten er acht farao's gedurende de 4e dynastie en wel 277 jaar (volgens de versie van Sextus Julius Africanus, 3e eeuw, overgeleverd door Syncellus, 9e eeuw) of 448 jaar (volgens de versie van Eusebius, 4e eeuw, overgeleverd door Hiëronymus van Stridon, 4e/5e eeuw). Als de jaren worden opgeteld, zoals die per farao door Africanus genoemd worden, is het resultaat 284 jaren. Souphis (Cheops) heerste als tweede farao, gedurende 63 jaar, ná Soris, die 29 jaar regeerde. Op Souphis volgde een farao die eveneens Souphis heette (Souphis II, Chefren) en 66 jaar regeerde. Wat Africanus over Souphis I meldde, zei Eusebius over Souphis II: 'Souphis bouwde de Grote Piramide, waarvan Herodotus zegt dat die door Cheops werd gebouwd. Hij was arrogant tegenover de goden. Hij (had berouw) en schreef het Heilige Boek, hogelijk gewaardeerd door de Egyptenaren.'

### Herodotus
Volgens Herodotus regeerde Cheops ná Rhampsinitus. De gemene farao Cheops sloot de tempels en verbood de Egyptenaren offers te brengen. Ze moesten slechts hem dienen. Sommigen moesten steenblokken uit de Arabische heuvels aanvoeren, anderen de blokken van de schepen naar de Libische heuvels hijsen.  Honderdduizend mannen werkten onophoudelijk, na drie maanden afgelost door een nieuwe ploeg. Het volk werd tien jaar onderdrukt om onder meer een dijkweg op te richten van 'vijf furlongs lang, tien vadem breed, en in hoogte, op z'n hoogste punt, acht vadem', waarover de stenen konden worden vervoerd. De dijkweg is van gepolijst steen en bedekt met reliëfs van dieren. Het werk aan de dijkweg, de heuvel waarop de piramide staat en de ondergrondse kamers, gebouwd op een soort eiland, omringd door water, dat via een kanaal van de Nijl werd aangevoerd, nam tien jaar in beslag. De bouw van de piramide zelf duurde nog eens twintig jaar. Het basisvlak meet 800 voet in het vierkant en de piramide is even hoog en geheel van gepolijste steenblokken, van niet minder dan 30 voet lang. Middels een of meerdere machines werden de blokken van 'tree' naar tree naar boven overgeheveld. 
Op de piramide is een inscriptie in Egyptisch schrift, die aangeeft hoeveel radijs, ui en knoflook de werkers tijdens de bouw hadden genuttigd. Herodotus' tolk zei, dat er 1600 talenten zilver aan waren besteed. Herodotus vroeg zich af wat de kosten nog aan ijzeren gereedschap en kleding moeten zijn geweest. Uit geldgebrek stuurde Cheops zijn dochter er op uit om geld te verzamelen. Ze eiste van elke man een steen, om zelf een monument na te kunnen laten, het middelste van de koninginpiramiden, 150 voet in het vierkant, voor de piramide van Cheops. 
Cheops heerste 50 jaar en werd door zijn 'broer' Chefren opgevolgd, die ook een piramide bouwde, zij het 40 voet lager, zonder water eromheen en zonder ondergrondse kamers. Chefren regeerde 56 jaar. Na Chefren regeerde Mykerinos, de 'zoon' van Cheops.

## Galerij

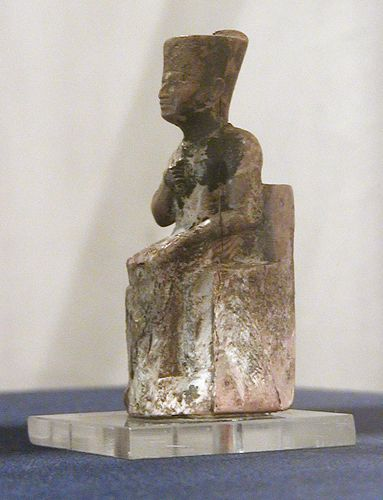
Beeldje, mogelijk van Cheops, uit Abydos Egyptisch Museum
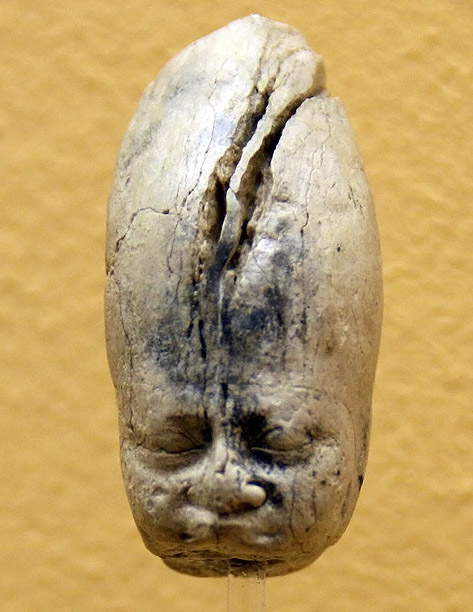
Kop van een beeld, vermoedelijk van Cheops SMAEK (München)
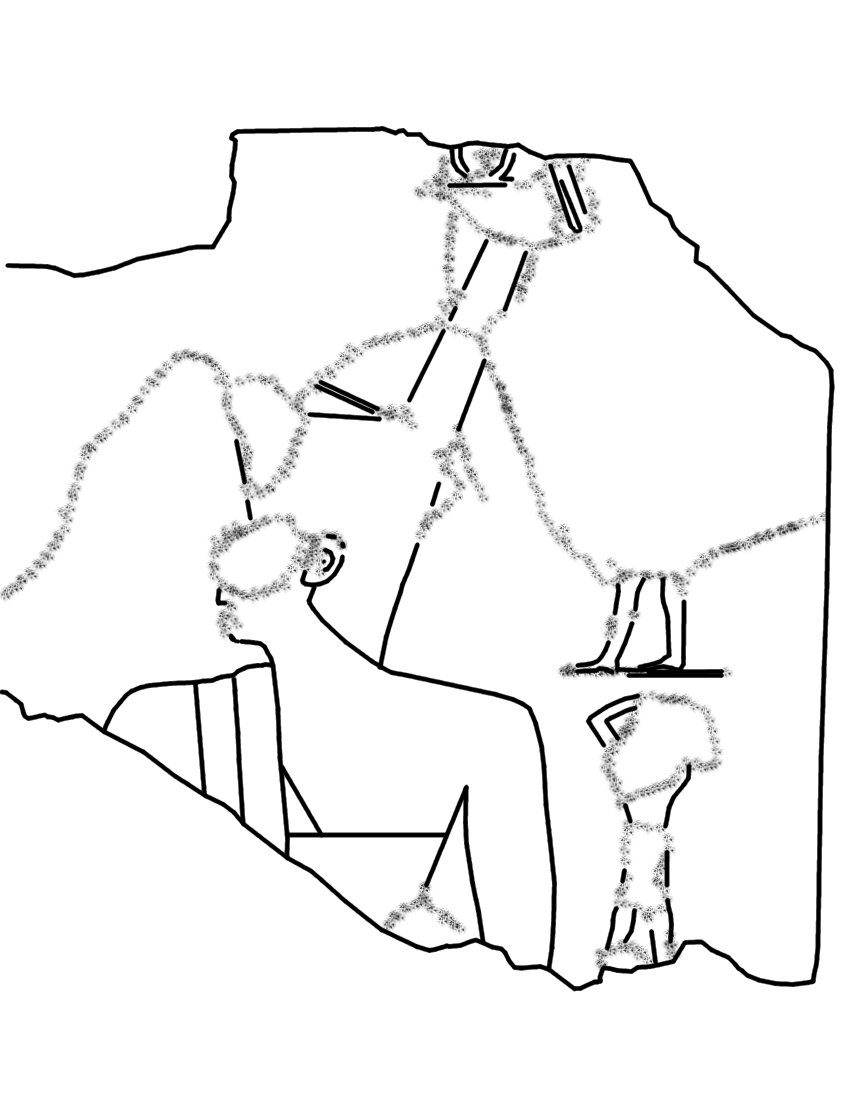
Relief van Cheops. Van zijn dodentempel te Gizeh
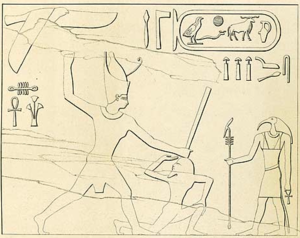
Tekening van een inscriptie uit Wadi Maghara
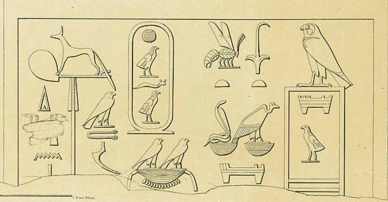
Tekening van een inscriptie uit Wadi Maghara